# Bergensbanen
Bergensbanen (Calea Ferată Bergen) este o cale ferată în Norvegia, care leagă capitala țării Oslo cu orașul Bergen. Este calea ferată cu ecartament normal amplasată la cea mai mare altitudine din Europa, fiind considerată și ca una dintre cele mai frumoase din Europa de Nord.

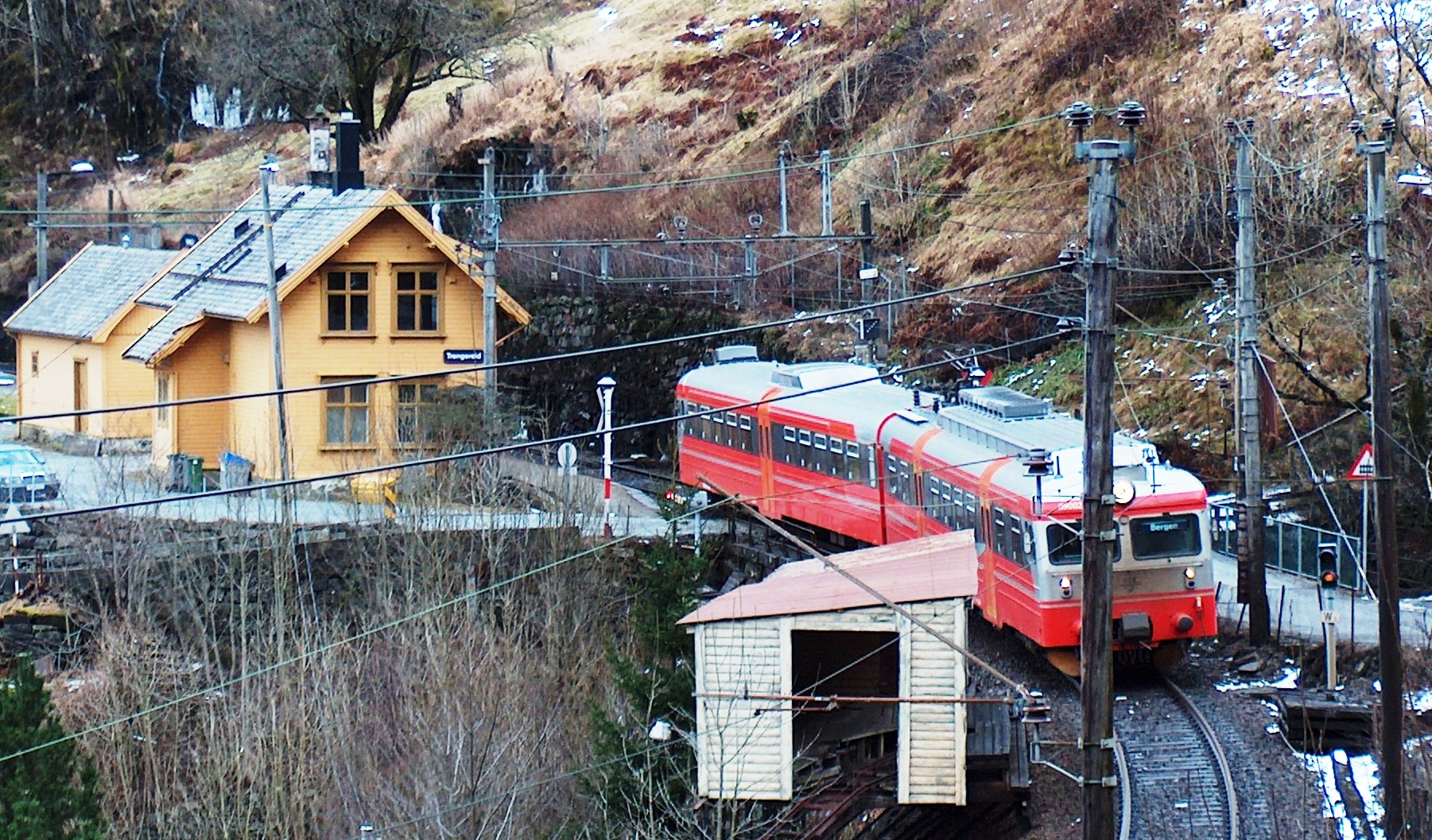
Bergensbanen
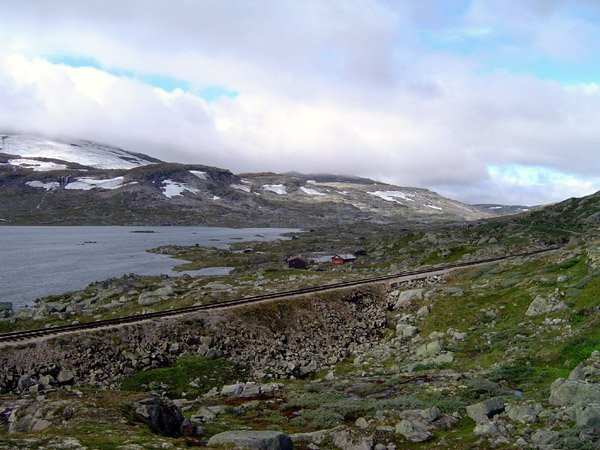
Bergensbanen